# Herzogtum Limburg
Das Herzogtum Limburg war ein historisches Territorium im Heiligen Römischen Reich, dessen Kerngebiet weitgehend im Nordosten des heutigen Belgien (Provinz Lüttich) liegt.
Ebenfalls Herzogtum Limburg hieß von 1839 bis 1866 die niederländische Provinz Limburg, die als solche teilweise in den Deutschen Bund aufgenommen wurde und mit dem alten Herzogtum nicht deckungsgleich ist.
Der historische Ursprung des Herzogtums liegt im frühen 11. Jahrhundert, als die gleichnamige Burg Limburg erbaut wurde. Sein definitives Ende besiegelten die Franzosen, als sie das Gebiet 1793 annektierten und an Frankreich anschlossen. Zunächst Grafen, erstritten sich die Limburger im 12. Jahrhundert aufgrund des mehrfach erhaltenen Titels Herzog von Niederlothringen den Herzogstitel auf Dauer.
Nach dem Aussterben der Hauptlinie der Limburger Herzöge entbrannte der Limburger Erbfolgestreit, der in der Schlacht von Worringen im Jahr 1288 seinen blutigen Höhepunkt fand. Seitdem wurde Limburg in Personalunion von den Herzögen von Brabant mitregiert. Seit diesem Zeitpunkt kann man kaum mehr von einer eigenen Geschichte des Herzogtums sprechen. Bestrebungen der Limburger Stände, im Rahmen der Brabanter Revolution (1789) eine gewisse Eigenständigkeit zurückzuerlangen, scheiterten.

## Geschichte

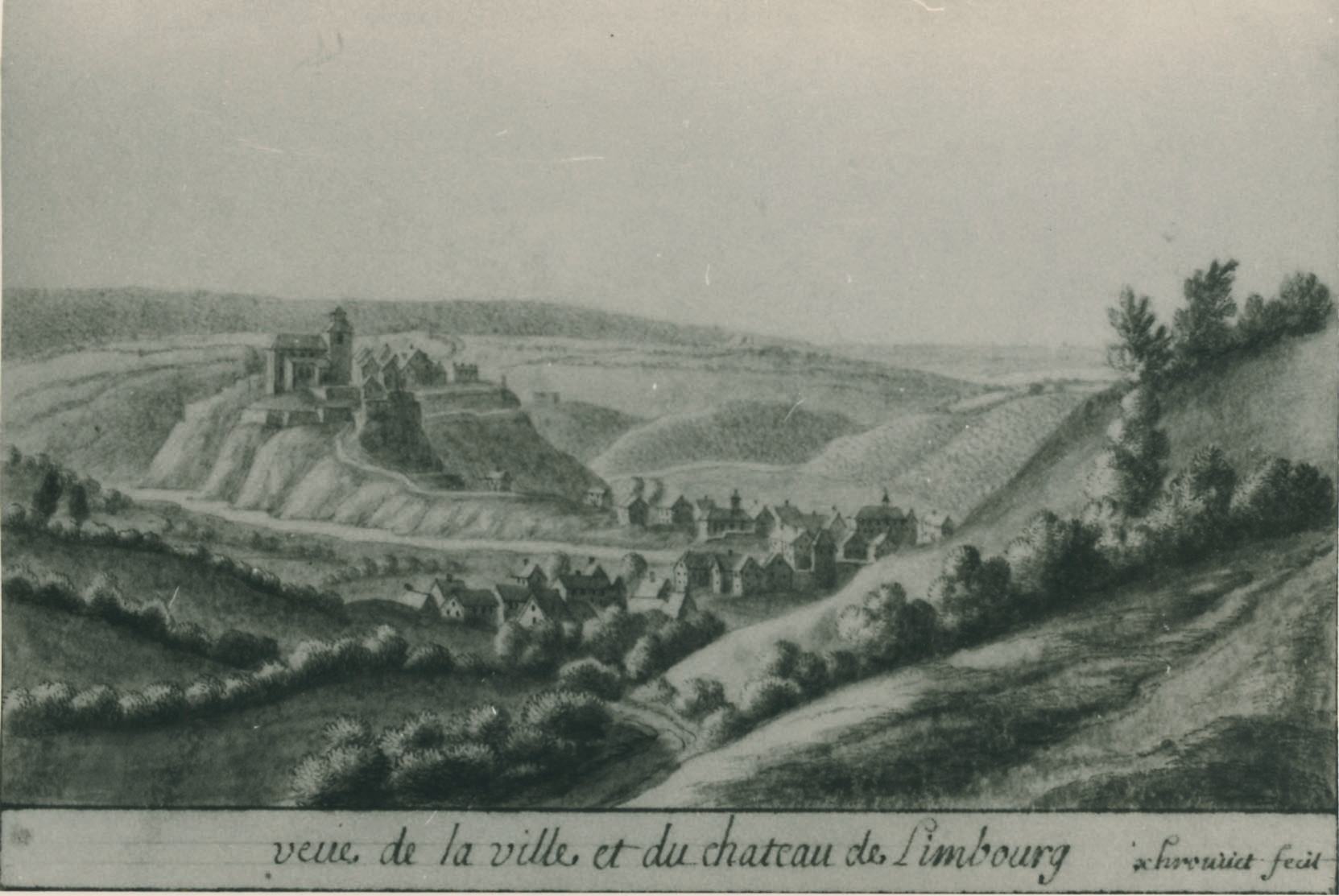
Stadt und Burg Limbourg

### Von der Grafschaft zum Herzogtum
Vermutlich um das Jahr 1020 baute Friedrich II. aus dem Hause Luxemburg die Burg Limburg im Wesertal auf der alten königlichen Grundherrschaft Baelen (bei Eupen und Verviers). Friedrich hatte die Grundherrschaft von seiner Mutter geerbt.
Die Burg war der Ursprung der Stadt Limbourg und gab der Grafschaft den Namen.
Zu Friedrichs dominium gehörten Besitzungen zwischen Maas und Aachen und südlich von Lüttich gelegenes Gebiet um Sprimont. Dieses Kerngebiet war in fünf Gerichtsbezirke, Hochbank oder Bank genannt, eingeteilt:

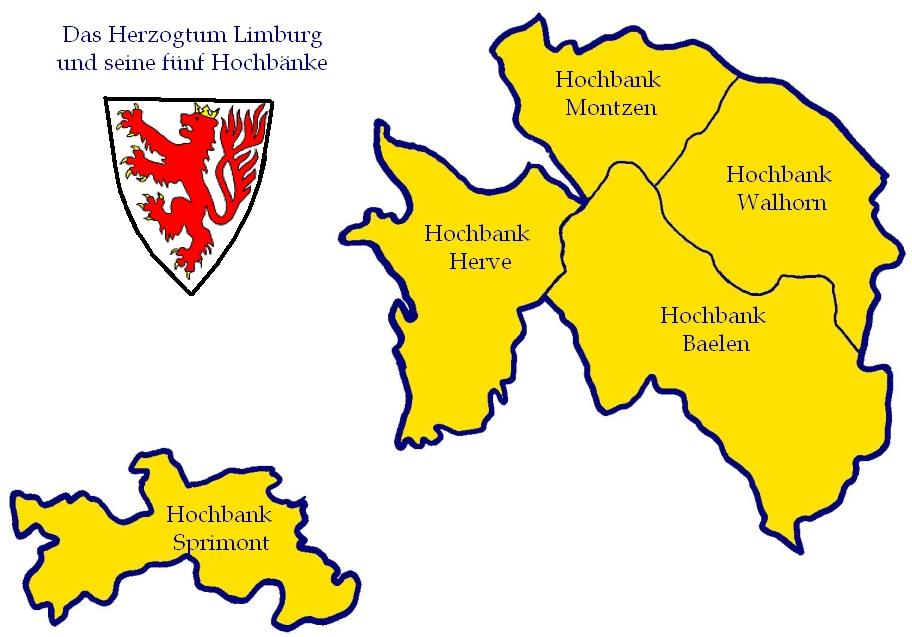
Das Herzogtum Limburg und seine fünf Hochbänke

1. Hochbank Baelen
Die Bank Baelen lag im südöstlichen Teil des Herzogtums. Zu ihr gehörten die Burg, heute Stadt Limburg, Baelen, Bilstain, Eupen, Goé, Henri-Chapelle, Welkenraedt, Herbesthal und Membach.
2. Hochbank Herve
Die Bank Herve lag westlich von der Bank Baelen. Zu ihr gehörten Chaineux, Charneux, Dison, Herve, Soiron, Thimister und Clermont.
3. Hochbank Montzen
Die Bank Montzen machte den nördlichen Teil des Herzogtums aus. Zu ihr gehörten Gemmenich, Homburg, Kelmis, Montzen, Moresnet, Sippenaeken und Teuven.
4. Hochbank Walhorn
Nordöstlich lag die Bank Walhorn mit den Herrschaften Eynatten, Hauset, Hergenrath, Walhorn und Lontzen.
5. Hochbank Sprimont
Die Bank Sprimont war eine Exklave im Hochstift Lüttich rund um Sprimont.

Außerdem gehörten die Vogteien über die Abtei St. Truiden und die Doppelabtei Stablo-Malmedy zu Friedrichs Herrschaftsbereich.

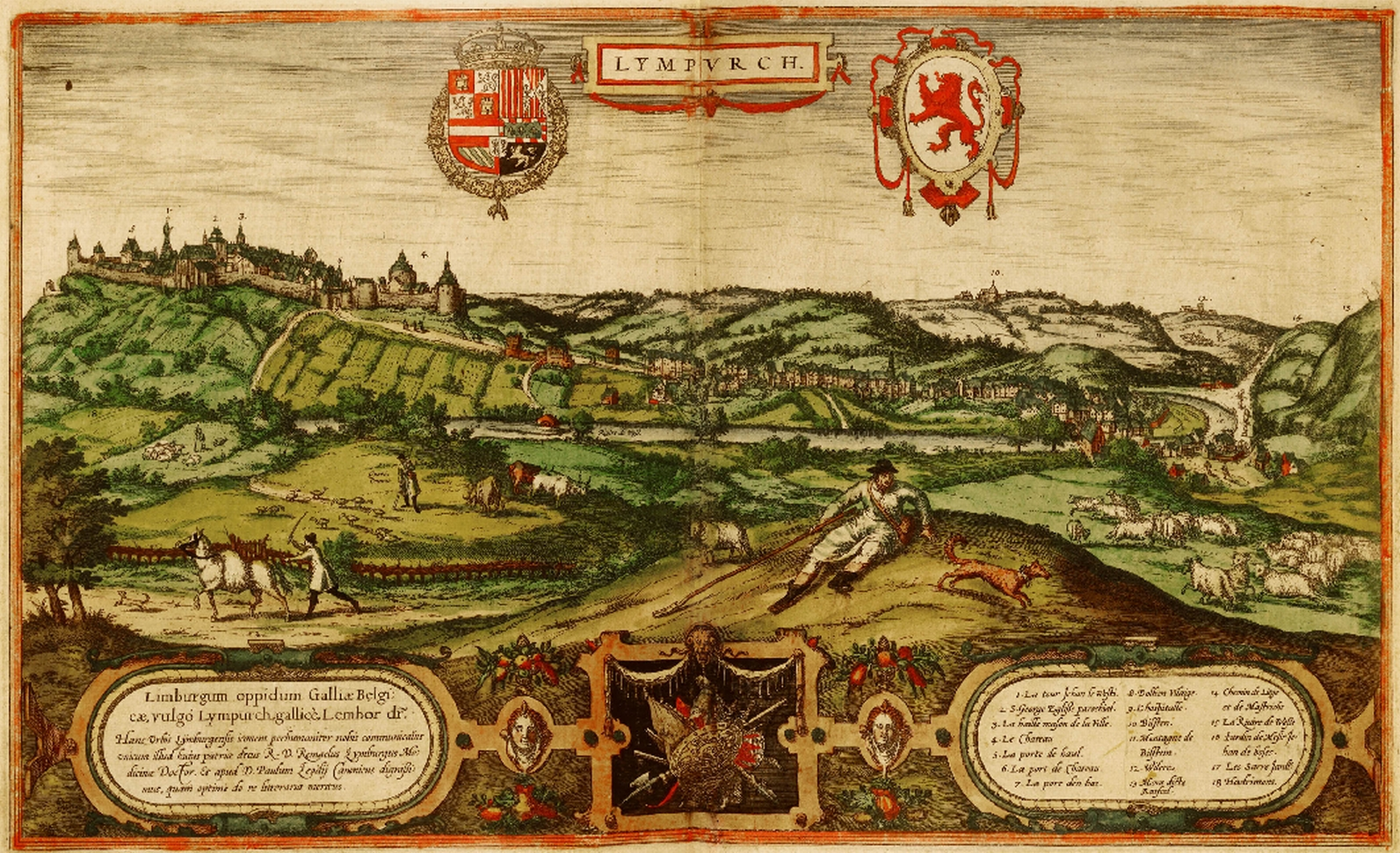
Residenzstadt Limbourg um 1600 in einer Grafik von Georg Braun

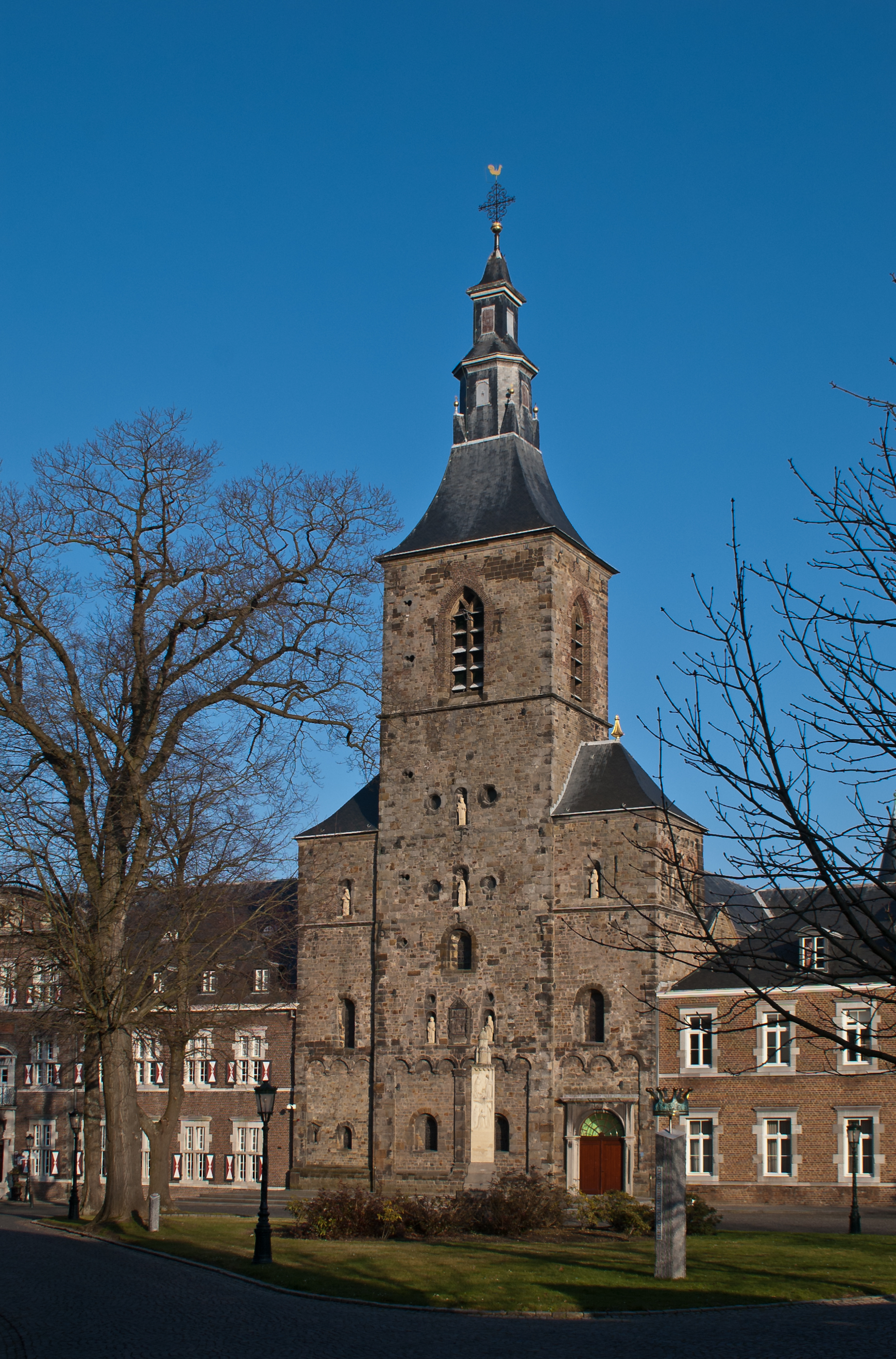
Grablege der Limburger Herzöge war die Kirche der Abtei Rolduc

Judith, einziges Kind Friedrichs, heiratete im Jahr 1065 Walram-Udo, Graf von Arlon, und brachte ihrem Ehemann die Grafschaft mit in die Ehe. Walram-Udo wurde noch zu Lebzeiten seines Schwiegervaters in einer Urkunde von 1064 als egregius comes Udo de Lemborch (auserwählter Graf von Limburg) bezeichnet.
Friedrich hatte im Jahr 1046 die Herzogswürde von Niederlothringen erhalten. Kaiser Heinrich IV. ernannte den Enkel Herzog Friedrichs (also Walram-Udos Sohn), Heinrich I. von Limburg und Arlon (1081–1119), im Jahr 1101 zum Herzog von Niederlothringen. Im späteren Machtgerangel zwischen dem Kaiser und seinem Sohn (Heinrich V.) blieb Heinrich von Limburg dem alten Kaiser treu. Das kostete ihn die Herzogswürde wieder und Graf Gottfried I. von Löwen (als Herzog Gottfried VI.) erhielt stattdessen das Amt. Es kam nun zwischen den Häusern Limburg und Löwen-Brabant zu fortwährendem Gerangel um den Titel und das Amt des Herzogs von Niederlothringen. 1128 erhielt Heinrichs I. Sohn, Walram III. von Limburg (1119–1139), den Titel von Kaiser Lothar III. Im Jahr 1139 verlieh Konrad III. ihn wieder dem Haus Löwen-Brabant.
Die Grafen von Limburg nannten sich seit der zweiten Belehnung mit der Herzogswürde nur noch Herzöge von Limburg. Heinrich II., zu dieser Zeit Herr von Limburg (1139–1167), war ein häufiger Gast am Hof von Friedrich Barbarossa. Es wird vermutet, dass dies der Grund dafür war, dass der Kaiser den Titel Herzog von Limburg im Jahr 1165 offiziell anerkannte. Aber trotz aller Anstrengungen gelang es den Limburgern nicht, in den Reichsfürstenstand aufzusteigen.

### Erweiterung des Herrschaftsbereiches
Durch Heirat fiel Walram II. Wassenberg zu. Damit wurden die Limburger zu Vasallen des Kurerzbischofs von Köln. Im Jahr 1136 konnte er die Herrschaft über das Land van 's-Hertogenrode (Herzogenrath) an sich bringen. Die Abtei Klosterrath (später Rolduc genannt), bedachten er und seine Nachkommen mit reichen Schenkungen und wählten sie zu ihrer Grablege.
Heinrich III. von Limburg (regierend 1165–1221) nahm 1189, zusammen mit seinem zweiten Sohn und späteren Nachfolger Walram IV., am Dritten Kreuzzug teil. Sie reisten unabhängig vom Hauptheer Kaiser Friedrich Barbarossas, gegen den sie ebenso rebellierten wie später gegen dessen Sohn Kaiser Heinrich VI., und schlossen sich im Heiligen Land dem Heer von Richard Löwenherz an. Seinem fünften Sohn, dem späteren Kardinal Simon von Limburg, verschaffte Heinrich III. den Stuhl des Fürstbischofs von Lüttich. Sein Nachfolger, Walram IV. von Limburg, erheiratete sich durch zwei Ehen die Grafschaft Monschau und die Grafschaft Luxemburg. 1217 und 1218 nahm er am Fünften Kreuzzug teil und kämpfte bei der Belagerung von Damiette. Seine beiden Söhne erster Ehe erbten jeweils Limburg (Heinrich IV.) und Monschau (Walram), der Sohn zweiter Ehe, Heinrich (1216–1281), Luxemburg. Dieser begründete das Haus Limburg-Luxemburg, das im folgenden 14. Jahrhundert vier römisch-deutsche Könige und Kaiser stellen sollte.
Der älteste Sohn Walrams IV., Heinrich IV., folgte seinem Vater im Herzogtum Limburg nach. Er heiratete Ermengarde (Irmgard), Erbtochter des Grafen von Berg. Heinrich regierte Limburg und Berg von 1225 bis zu seinem Tod 1247 in Personalunion, nachdem der Kölner Kurerzbischof Engelbert II. von Berg, Onkel seiner Frau und lebenslanger Inhaber der Berger Grafenrechte, 1225 ermordet worden war, wobei Heinrich seine Finger im Spiel gehabt haben soll.
Der Mord an Engelbert löste in Westfalen und im Rheinland zwei Jahrzehnte der Unsicherheit und des Krieges aus, deren Höhepunkt ein zehn Jahre währender bewaffneter Konflikt mit einem Verwandten Engelberts aus der Seitenlinie Altena-Mark des ersten bergischen Grafenhauses bildete. Herzog Heinrich unterstützte dabei die Partei der Isenberger um seinen Neffen Dietrich von Altena-Isenberg gegen Adolf I. von der Mark. Die Isenberger Wirren führten nach zehn Jahren zum Verlust der isenbergischen Ländereien an Adolf I. von der Mark, der nun auch die Grafschaft Altena regierte. Es gelang Heinrich jedoch, einige der Rechte und Besitztümer seines Schwagers Friedrich von Isenberg – der wegen des Mordes an seinem Onkel 2. Grades, dem Erzbischof Engelbert, zu Köln gerädert worden war – seinem Neffen zu verschaffen.
Nach Heinrichs Tod wurde die Erbschaft geteilt. Berg kam an seinen älteren Sohn Adolf IV., der jüngere Sohn, Walram V., regierte von 1247 bis 1280 als Letzter seines Stammes das Herzogtum Limburg. Durch die Erbteilung war die Macht der Herzöge von Limburg in einer Zeit, in der alle Fürsten bestrebt waren, ihre territoriale Macht auszubauen, deutlich gesunken und dazu vorbestimmt, nach dem Aussterben der Hauptlinie der Limburger von einer anderen Territorialmacht übernommen zu werden.

### Übergang an Brabant

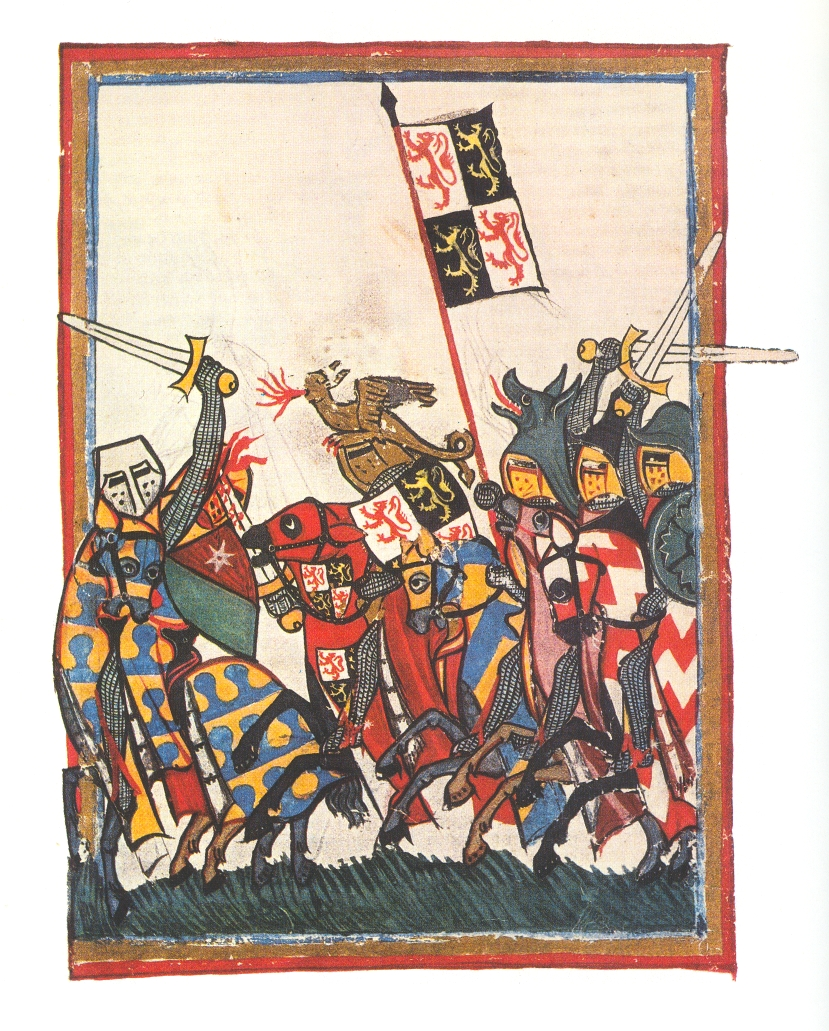
Der Codex Manesse (f°18r) zeigt das Banner des Herzogs Johann von Brabant in der Schlacht von Worringen im Vorgriff auf den Ausgang schon geviert mit dem Limburger und dem Brabanter Löwen

Ermengard (Irmgard), einziges Kind Walrams V., brachte das Herzogtum an ihren Gatten, Graf Rainald I. von Geldern. Sie starb im Jahr 1283 ohne Erben zu hinterlassen. Sofort machten die männlichen Nachkommen Heinrichs III. Rainald den Anspruch auf Limburg streitig, obwohl dieser schon 1282, nach dem Tod seines Schwiegervaters, mit Limburg belehnt worden war. Es kam zum Limburger Erbfolgestreit, der in der Schlacht von Worringen 1288 seinen kriegerischen und blutigen Höhepunkt fand. Der Streit endete 1289 mit einem Friedensschluss, durch den Limburg an das Herzogtum Brabant kam. Die getroffene Entscheidung wurde von König Rudolf nachträglich gebilligt. Damit war die alte Konkurrenz zwischen Limburg und Löwen-Brabant für immer beendet.
Limburg teilte in der Folge bis zum Ende des Ancien Régime das Schicksal Brabants. Zahlreiche Fehden Brabants mit seinen Nachbarn hinterließen immer wieder verbrannte Erde. So wurden während des zweiten Geldrischen Krieges Eupen und Walhorn vollkommen dem Erdboden gleichgemacht. Unter anderem in den Jahren 1296 und von 1315 bis 1317 kam es nach sintflutartigen Regenfällen und aufgrund langer Winter zu Missernten und Hungersnöten. 1348/1349 und 1362 wütete auch in Limburg die Pest in schrecklicher Weise.
1356 beschworen die Brabanter Herzöge mit der Joyeuse Entrée die Union der beiden Herzogtümer. Diese sicherte beiden aber auch Autonomie in Verwaltung und Gerichtswesen zu sowie die alten Gewohnheitsrechte (Weistümer).

### Limburg unter der Herrschaft von Burgund
Nach Verträgen in den Jahren 1382 und 1396 kaufte Philipp der Kühne im Jahr 1406 das Herzogtum Limburg. 1430 übernahm das Haus Burgund endgültig die Regentschaft. Inzwischen war die Leibeigenschaft weitgehend abgeschafft worden. 1406 wurden die Frondienste in Brabant und Limburg abgeschafft, und ein Edikt vom 2. November 1412 beendete das Recht der „havestoit“, nach der alle Habe eines ohne großjährige männliche Erben verstorbenen Bauern dem Herzog gehörte. Es wurde durch die Abgabe des „Besthaupt“, auch „Mortement“ genannt, ersetzt.

### Übergang an die Habsburger
Die Tochter Karls des Kühnen, Maria von Burgund, heiratete 1477 Maximilian von Habsburg und brachte so auch das Herzogtum Limburg mit in die Ehe und damit an das Haus Habsburg. Die Teilung von 1555 brachte es zusammen mit den anderen niederländischen Provinzen an die spanische Linie.
Seit 1512 gehörte Limburg infolge der Reichsreform zum Burgundischen Reichskreis.

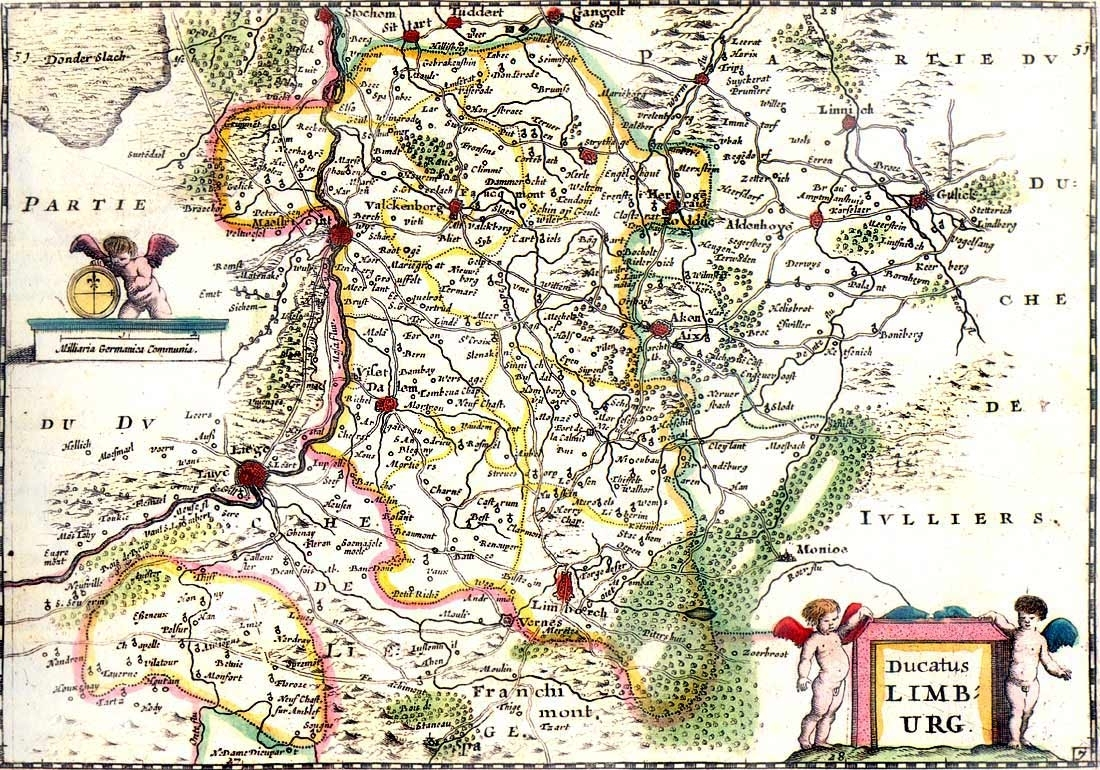
Jacob Aertsz Colom: De Vyerige Colom, Verthonende de 17 Nederlandsche Provintien, Amsterdam 1635.
hier: Ducatus LIMBURG

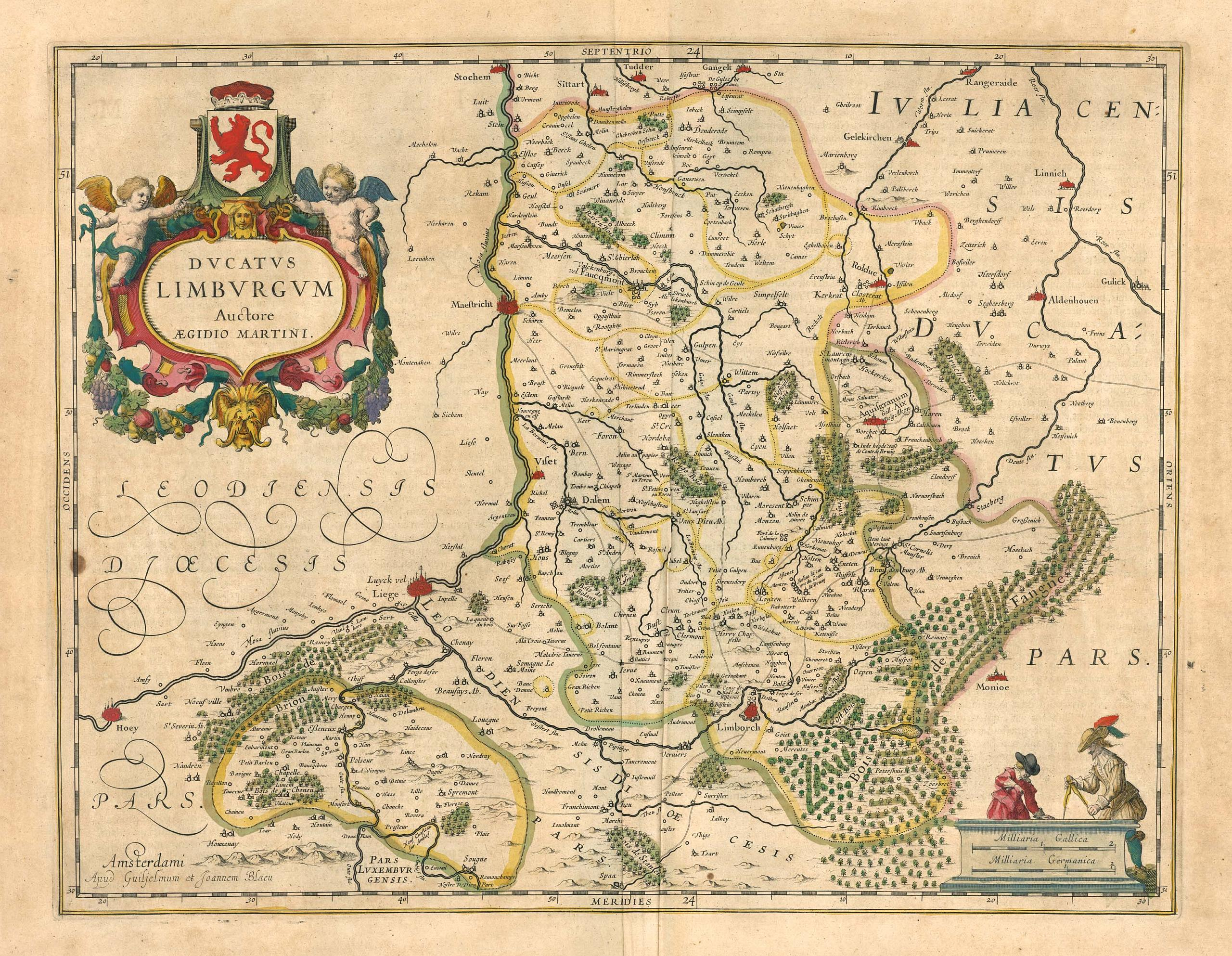
Wilhelm und Johannes Blaeu (Hrsg.): Theatrum Orbis Terrarum, sive Atlas Novus in quo Tabulæ et Descriptiones Omnium Regionum, vier Bände, Amsterdam 1645ff.
hier: Germania Inferior,
Aegidius Martinus: Ducatus Limburgum

### Die Zeit der Reformation bzw. des Achtzigjährigen Krieges
Die Anhänger der Reformation wurden auch in Limburg streng verfolgt. Sie sind hier erstmals für das Jahr 1531 sicher belegt, als der Prediger Wilhelm Kaiskin in Rechain und Dolhain auftrat. Im gleichen Jahr ließ
der Drossard des Hochgerichts Limburg eine Gruppe psalmensingender Bauern ergreifen und auf der Stelle und ohne Verhör aufhängen. Im Jahr 1535 wurden Täufer, die man in Visé aufgriff, nach Limburg gebracht und dort verurteilt, gefoltert und verbrannt.
Philipp II. von Spanien hatte 1556 die siebzehn niederländischen Provinzen nach Verzicht seines Vaters Karl V. erhalten. In den nördlichen Provinzen hatte sich inzwischen der Calvinismus durchgesetzt und auch in der Bank Baelen gab es im Jahr 1565 etwa vierhundert Anhänger dieser Lehre.
Herzog Albas Vorgehen gegen die Anhänger der Reformation hinterließ auch im Herzogtum Limburg deutliche Spuren. Seinem Blutrat fielen seit 1567 tausende Menschen, auch in Limburg, zum Opfer. 1568 brach der Achtzigjährige Krieg aus. Limburg war in diesen Jahren ständiger Brennpunkt der Auseinandersetzungen. Im Herbst des Jahres 1568 ließ Alba alle Lebens- und Futtermittel konfiszieren, um so den Truppen des Wilhelm von Oranien die Versorgung abzuschneiden. Sein Konzept ging auf, aber zu Lasten der Bevölkerung, die vor dem Hunger und den Kriegslasten floh.
Die folgenden Jahre waren gekennzeichnet von Verwüstungen, abwechselnd durch spanische und niederländische Truppen und Söldner. Der Waffenstillstand, der im Jahr 1609 zwischen den inzwischen unabhängigen sieben niederländischen Provinzen und Spanien geschlossen worden war, brachte nur eine kurze Atempause. Das Land wurde in die erneut aufflammenden Kriegshandlungen im Zuge des Dreißigjährigen Krieges einbezogen. Ständige Einquartierungen, Kriegssteuern, Kontributionen und Fouragelieferungen hatten die Grenzen der Belastbarkeit von Land und Menschen längst überschritten. 1632 wurde die Burg Limburg wieder einmal von den niederländischen Truppen eingenommen. Die katholischen Priester des Landes waren fast alle geflohen oder hielten sich versteckt. Kirchen und Altäre wurden verwüstet.
Hinzu kam eine Pestwelle, die in den Jahren 1635/1636 viele Menschen das Leben kostete. Allein in Walhorn zählte man in diesem Jahr 230 Pestopfer, darunter auch viele spanische Soldaten.
Im Jahr 1646 waren in Eupen über hundert Häuser dem Erdboden gleichgemacht, die meisten Bewohner geflohen. In der Bank Walhorn waren zwei Drittel der Bevölkerung ausgewandert, viele von ihnen ins nahe Münsterländchen, dem Gebiet der Reichsabtei Kornelimünster. Der Westfälische Friede bedeutete zwar zunächst das Ende der Kriegshandlungen, aber wie vielerorts zogen auch im Herzogtum Limburg marodierende Söldner noch einige Jahre durchs Land.

### Der Westfälische Friede – Konsequenz für das Herzogtum Limburg
Seit dem Mittelalter war das Herzogtum eng mit den drei Landen von Übermaas (Pays d’Outremeuse oder Landen van Overmaas) verbunden. So bezeichnete man drei nördlich angrenzende Gebiete die ebenfalls dem Herzogtums Brabant unterstanden und östlich der Maas lagen: Die Grafschaft Dalhem, die Grafschaft Valkenburg und das Land van Rode mit der Hauptstadt Herzogenrath. Das Herzogtum und diese drei Gebiete schickten eine gemeinsame Abordnung in die Generalstaaten nach Brüssel und wurden zusammen als eine der Siebzehn Provinzen der Niederlande angesehen. Sie wurden von einem gemeinsamen Statthalter regiert. Dieser war oft auch Drossart der einzelnen Ländchen. Das führte dazu, dass schon damals diese Ländchen alle vier zusammen als Lande von Übermaas oder Herzogtum Limburg bezeichnet wurden. Nach dem Ende des Dreißigjährigen Krieges wurde jedes einzelne der Lande von Übermaas geteilt, nicht jedoch das Herzogtum Limburg.

Die Teilung des Obermaasgebietes zwischen Spanien und der Republik der Sieben Vereinigten Provinzen im Jahr 1661

Im Frieden von Münster, geschlossen am 30. Januar 1648 zwischen Spanien und der Republik der Vereinigten Niederlande, wurde der Republik die von ihr besetzt gehaltenen Teile des Gebietes der Landen van Overmaas zugesprochen. Die endgültige Teilung fand in Den Haag am 26. Dezember 1661 im sogenannten Partage-Vertrag zwischen König Philipp IV. von Spanien und den Generalstaaten der Republik statt. Am 7. November 1785 wurde die Gebietsaufteilung durch den Vertrag von Fontainebleau von 1785 (Art. 18 und 19) nochmals geändert. Der Vertrag sah den Austausch einiger Dörfer der Lande von Übermaas zwischen den österreichischen Niederlanden und der Republik vor. Der Staat’sche Teil Dalhems wurde dabei an die österreichischen Niederlande abgetreten, mit Ausnahme der Dörfer Oost und Cadier bei Maastricht
Später, aufgrund einer Verordnung vom 29. Januar 1778, wurden die österreichischen Anteile der Lande von Übermaas fest mit dem Herzogtum Limburg verbunden. Die Anteile der Republik, das Staat’sche Übermaas (Staats Overmaas) wurde ein Teil der Generalitätslande, in der die Staat’schen Eroberungen südlich der Maas wie eine Kolonie verwaltet wurden.

### Limburg unter österreichischer Herrschaft
Aufgrund der Bestimmungen des Friedens von Utrecht vom 11. April 1713 gelangte Limburg schließlich unter die Herrschaft von Österreich. Die Zeit ab 1740 wurde bestimmt von den aufgeklärt-absolutistisch ausgerichteten Reformbestrebungen, die unter der Regentschaft Maria Theresias noch sehr vorsichtig durchgeführt wurden, unter ihrem Sohn aber in starken Widerspruch zu den althergebrachten Rechten Limburgs gerieten.

### Limburg und die Brabanter Revolution
Joseph II. trieb die Reformpolitik, die seine Mutter stets einvernehmlich mit den Ständen vorangebracht hatte, mit viel Energie und wenig Weitsicht voran. In Brabant kam es deswegen schließlich zur Revolution, der sich die meisten österreichisch-niederländischen Provinzen anschlossen. Die Stände in Limburg nahmen in diesem Konflikt eine zurückhaltendere und gemäßigtere Position gegenüber Josefs Politik ein. Die exponierte geografische Lage, zwischen Limburg und Brabant lag das Hochstift Lüttich, ist vermutlich ein Grund dafür gewesen, aber auch die Hoffnung auf neue Selbständigkeit war dafür die Triebfeder.
Die Limburger Stände hatten dem Kaiser die Steuern in den Jahren vor 1789 bewilligt und ihm sogar das Recht eingeräumt, jährlich einen festgelegten Steuersatz ohne ständische Zustimmung zu erheben. Dafür behielt die Joyeuse Entrée in Limburg ihre Gültigkeit, und Limburg erhielt sogar einen eigenen Provinzialrat. Josefs Vorteil lag in der Schwächung der Brabanter Position in diesem Konflikt.
Erst nach langem Drängen seitens der Brabanter unterzeichneten die Limburger Stände am 25. März 1790 doch noch den Unionsvertrag. Ihre Unabhängigkeitserklärung veröffentlichten sie erst am 24. Juni des Jahres. Und bereits im Sommer 1790 führte Matthias Josef Wildt, Pensionär der Limburger Stände, mit Jan Frans Vonck, einem der führenden Köpfe der Revolution, Verhandlungen im Auftrag der sich im Bonner Exil befindenden Generalstatthalter. Ende des Jahres 1790 waren die alten Zustände in den österreichischen Niederlanden vollkommen wiederhergestellt.

### Das Ende des Herzogtums
Im Frühjahr 1792 marschierten französische Revolutionstruppen in die südlichen niederländischen Provinzen ein. Hoffnungen auf staatliche Unabhängigkeit wurde mit einem Dekret vom 15. Dezember 1792 zerschlagen, und entgegen anderslautenden Versprechungen kam es zu Beginn des Jahres 1793 zu einer Abstimmung über den Anschluss an Frankreich, die mit positivem Ergebnis endete. Nach französischem Vorbild wurde das Land in Départements und Arrondissements eingeteilt. Das Herzogtum Limburg ging zum größten Teil im Département l’Ourthe auf. Der Friede von Campo Formio besiegelte am 17. Oktober 1797 sein Schicksal.
Das Kerngebiet des alten Herzogtums ist im Wesentlichen seit 1815 Bestandteil der Provinz Lüttich und teilte nach der Belgischen Revolution (1830) deren Weg in das neu gegründete Königreich Belgien. Das deutschsprachige Gebiet kam als Landkreis Eupen in der Rheinprovinz an Preußen. Nach dem Vertrag von Versailles im Jahr 1920 wurde das Gebiet Belgien zugesprochen. Seit 1983 ist Eupen politisches und kulturelles Zentrum der Deutschsprachigen Gemeinschaft.

Lila: Das alte Herzogtum
Gelb: Die niederländische Provinz
Grün: Die belgische Provinz

Im Jahr 1815 wurde die Provinz Limburg als Teil des Königreichs der Vereinigten Niederlande geschaffen. Sie ging unter weitgehender Beibehaltung französischer Verwaltungsstrukturen aus dem Departement Meuse-Inférieure hervor. Die Namensgebung sollte dazu beitragen, die Erinnerung an die Namen der siebzehn Provinzen aus burgundisch-habsburgischer Zeit zu erhalten. Daraus resultiert heute häufig der Trugschluss, diese Provinz, die 1839 im Zuge der Belgischen Revolution in einen belgischen und einen niederländischen Teil aufgeteilt wurde, sei aus dem alten Herzogtum Limburg hervorgegangen. Dieses neue Herzogtum Limburg war von 1839 bis 1866 Mitglied des Deutschen Bundes zum Ausgleich für den Verlust, den der niederländische König erlitten hatte, als auch die Hälfte von Luxemburg an Belgien verloren ging.

## Wirtschaft im Herzogtum Limburg

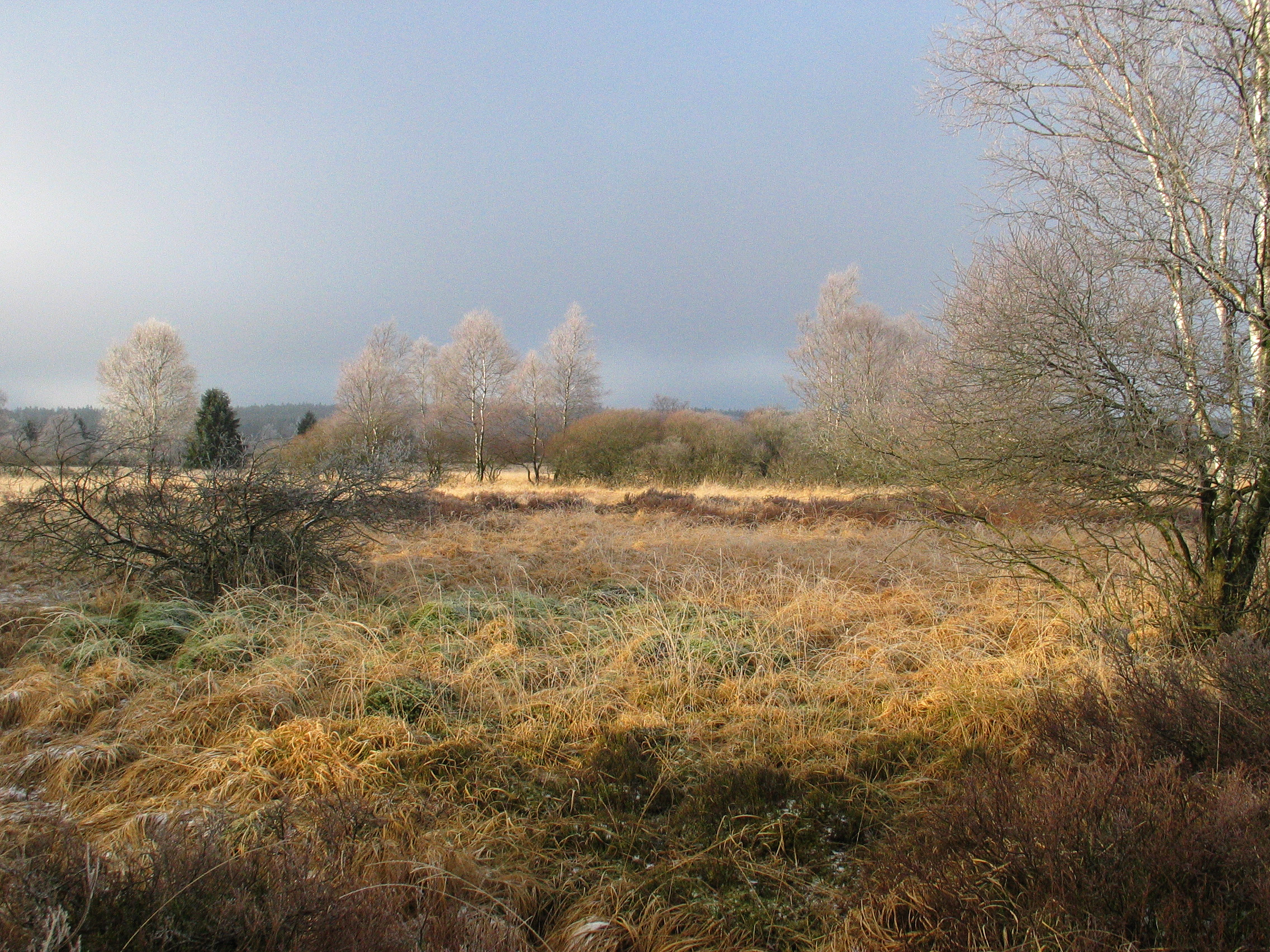
Hohes Venn

Das Herzogtum Limburg bestand zu einem großen Teil aus bewaldeter Fläche (Hertogenwald im Südosten), außerdem aus Heide- und Moorlandschaft (Hohes Venn). Seit dem 12. Jahrhundert verstärkten die Herren von Limburg den Landesausbau. Das Herzogtum wurde dadurch zwar nicht zu einem reichen Agrarland, war aber in der Lage, sich selbst zu versorgen. Hauptsächlich Weidewirtschaft und Ackerbau für den Eigenbedarf bestimmten das Landschaftsbild.

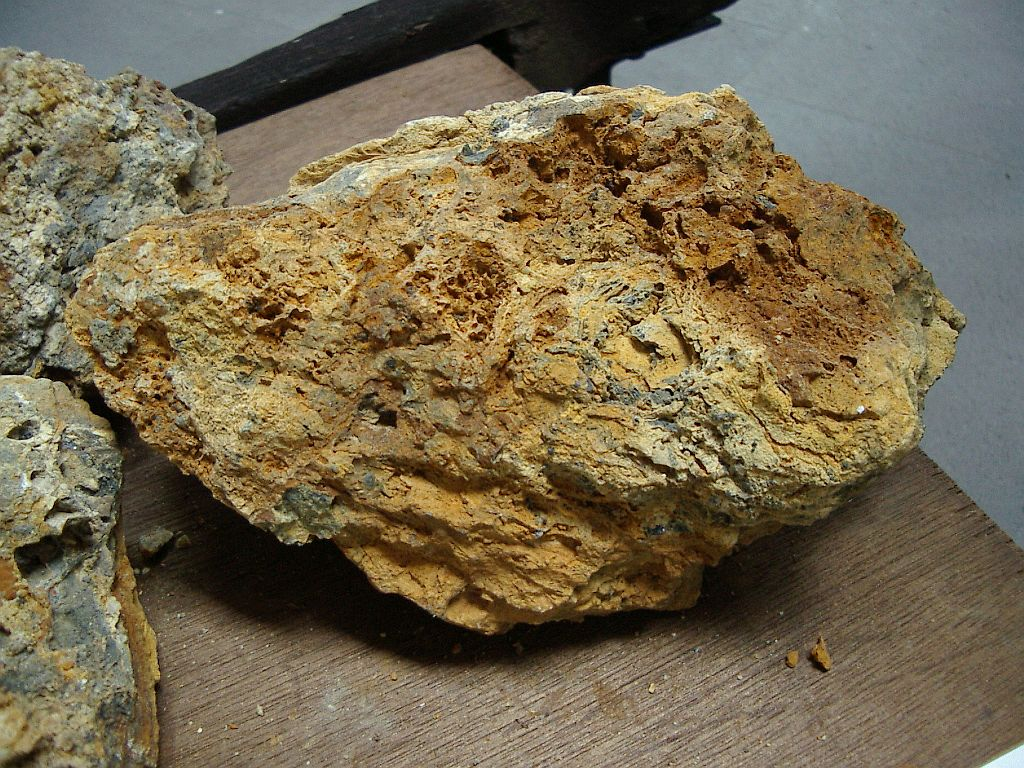
Galmei

Im 15. Jahrhundert begann man die reichen Bodenschätze (Eisenerz, Blei und Galmei) zu fördern. Das besonders reiche Vorkommen an Blei und Galmei war nach dem Ende des Ancien Regime sowohl von Preußen als auch von den Niederlanden sehr begehrt und führte, da man sich nicht einigen konnte, zur Gründung von Neutral-Moresnet. Galmei wurde vor allem in Aachen, im benachbarten Burtscheid und im Raum Eschweiler-Stolberg abgebaut und von dort ansässigen Kupfermeistern verarbeitet. Eisenerz war u. a. Ausgangsprodukt für die Herstellung der spätestens seit dem 16. Jahrhundert marktführenden Aachener Nähnadeln. Das Museum Zinkhütter Hof in Stolberg (Rhld.) dokumentiert die Geschichte dieser beiden Wirtschaftszweige.

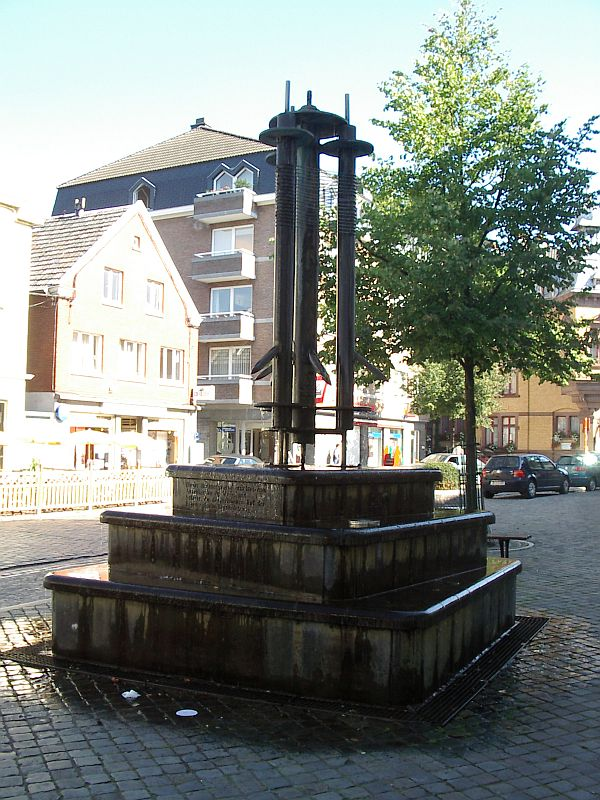
Der Weberbrunnen in Eupen

Ein weiterer Wirtschaftszweig war das Tuchgewerbe, das bereits im 14. Jahrhundert besonders in der Stadt Limburg ausgeübt wurde, aber auch Verviers oder Eupen verdanken ihre Blüte der Erzeugung und dem Handel mit Tuchen. Dabei wurde englische, vor allem aber spanische Wolle verarbeitet, die als sehr hochwertig galt. Die Tuchindustrie war auch im 19. Jahrhundert noch wichtiger Wirtschaftszweig im Gebiet des ehemaligen Herzogtums. In Eupen erinnert heute ein Brunnen an die „Weber und Scherer, die den weltweiten Ruf der Eupener Tuche begründet haben“. In Verviers widmet sich das „Centre de la Laine et de la Mode“, ein Museum, das sich im Gebäude der ehemaligen Dethier-Manufaktur befindet, dem Gedächtnis an die wichtige Rolle der Wollverarbeitung für die Stadt.

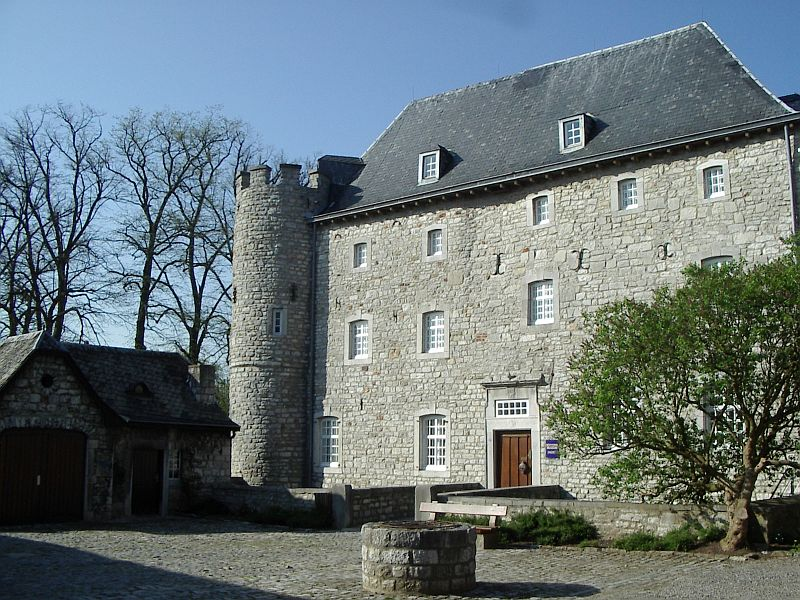
Töpfermuseum in Raeren (Burg Raeren)

In der Bank Walhorn, besonders in Raeren und Eynatten, blühte seit dem 15. Jahrhundert das Töpferhandwerk und erlangte Beachtung weit über das Herzogtum hinaus. Das dort hergestellte Töpfergeschirr wandelte sich vom reinen Gebrauchsgegenstand zu wertvollen Kunstobjekten, die heute noch im Töpfermuseum Raeren, im Hetjesmuseum Düsseldorf und anderen Museen in Europa ausgestellt werden. In der Zeit der Religionsunruhen wanderten Raerener Töpfer nach Siegburg aus. Dort konnten sie weißen Ton verarbeiten. Diese Produkte wurden von der Kundschaft dem roten Raerener Steinzeug bald vorgezogen. Das Aufkommen des Porzellans tat ein Übriges. So war am Ende des 18. Jahrhunderts die Töpferei in der Bank Walhorn wieder auf die Herstellung von einfachsten Gebrauchsgegenständen reduziert worden und kämpfte um ihre Existenz.
Die manchmal anzutreffende Behauptung, dass das Herzogtum auch wegen zweier wichtiger Handelsstraßen, die vom Rhein nach Brabant, bzw. umgekehrt führten, von besonderer Bedeutung gewesen sei, ist wohl nicht haltbar. Diese Straßen lagen nicht auf Limburger Gebiet. Doch verhießen bedeutende Zollstellen, wie zum Beispiel Wassenberg, Gulpen und Herzogenrath, und ein ertragreiches Geleitrecht, dem Landesherrn des Herzogtums nicht unerhebliche Einnahmen.
Insgesamt war der Handel stark westlich orientiert. Gut dokumentierte Handels- und Familienbeziehungen, vor allem nach Aachen und Köln zeugen davon.

## Sprachen im Herzogtum Limburg
Das Gebiet des ehemaligen Herzogtums Limburg wird von der germanisch-romanischen Sprachgrenze durchzogen. Im germanischen Sprachbereich fällt es in das Gebiet des Rheinischen Fächers. Bei Eupen beginnt die so genannte Benrather Linie (maken-machen-Grenze).
Die Banken Walhorn, Baelen und Montzen wurden als die drei „duytschen Banken“ bezeichnet. Hier war Mittelniederländisch beziehungsweise Limburgisch-Ripuarisch die dominierende Schriftsprache und Mundart. Die Bank Herve war das „Quartier wallon“. Dort wurde, ebenso wie in der Bank Sprimont „au-delà des bois“ Wallonisch geschrieben und gesprochen. Die Sprachgeografie des Gebietes hat sich wie im übrigen Belgien in den letzten Jahrhunderten stetig zugunsten des Wallonischen bzw. Französischen verändert, sodass sich zum Beispiel Orte der einstigen „duytschen Bank“ Baelen wie die Stadt Limbourg selbst heute zumindest offiziell zum französischsprachigen Gebiet zählen. Zahlreiche ehemals ripuarische bzw. niederfränkische Orte benutzen heute nur noch ihre wallonisierte Namensform, das dortige Limburgisch-Ripuarisch ist, soweit noch vorhanden, vom Aussterben bedroht.

## Das Wappen der Herzöge von Limburg
Die Herzöge von Limburg führten wie viele andere Dynasten einen Löwen in ihrem Wappen. Der Limburger Löwe ist rot auf silbernem Schild, goldbewehrt (er hat goldene Krallen) und -gekrönt und hat einen doppelten Schwanz.
Schon ein Siegel Heinrichs III. aus dem Jahr 1208 zeigte den Löwen. Aus dem Jahr 1221 ist erstmals die doppelschwänzige Variante bekannt. Vielleicht sollte damit die doppelte Regentschaft über Luxemburg und Limburg angedeutet werden.
Aus dem Jahr 1227 sind durch eine Wappenzeichnung erstmals die Farben des Wappens bekannt. Seitdem wurde es nicht mehr verändert.
Der Limburger Löwe erscheint auch heute noch in einer Reihe aktueller Gemeindewappen, z. B.:

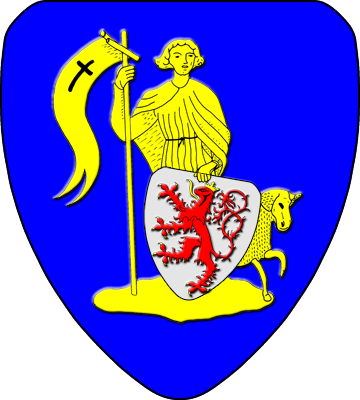
Stadt Herve
Gemeinde Kerkrade
Stadt Euskirchen
Stadt Herzogenrath

## Die Grafen und Herzöge von Limburg bis 1288
(Vorangestellt sind die Zeiten der Regentschaft; tiefere Einrückung kennzeichnet einen Dynastiewechsel über eine Erbtochter; die Ordnungszahlen der Walrame gehen von der Arlonschen Zählung aus)
- 1005–1065 Friedrich II., Herzog von Nieder-Lothringen (erbaute die Burg Limburg);
seine Tochter Jutta von Luxemburg heiratete
  - 1061–1082 Graf Walram II. von Arlon
  - 1082–1119 Heinrich I.
⚭ Adelheid von Pottenstein, Tochter von Pfalzgraf Botho von Bayern
  - 1119–1139 Walram III. Paganus (der Heide)
⚭ Jutta, Tochter des Grafen Gerhard I. von Wassenberg und Geldern (Erbin von Wassenberg)
  - 1139–1167 Heinrich II.
⚭ 1. Mathilde, Tochter des Grafen Adolf von Saffenberg
⚭ 2. Laurette, Tochter des Dietrich von Elsass, Graf von Flandern
  - 1167–1221 Heinrich III.
⚭ Sophie (vermutlich Tochter Simons I. von Saarbrücken)
  - 1221–1226 Walram IV.
⚭ 1. Kunigunde von Monschau
⚭ 2. Ermesinde II. von Luxemburg (Tochter und Erbin des Grafen Heinrich IV. von Namur-Luxemburg)
  - 1226–1246 Heinrich IV. (aus erster Ehe seines Vaters)
⚭ Irmgard von Berg, Tochter und Erbin des Grafen Adolf III. von Berg
  - 1246–1279 Walram V.
⚭ 1. Jutta von Kleve, Tochter des Grafen Dietrich IV. von Kleve
⚭ 2. Kunigunde von Brandenburg, Tochter des Markgrafen Otto III. zu Salzwedel
Irmengard von Limburg-Arlon, Tochter aus erster Ehe, heiratet
    - 1280–1288 Rainald I. von Geldern ("der Streitbare")